# Ivica Vastić
Ivica Vastić (n. 29 septembrie 1969, Split, RSF Iugoslavia) este un fost fotbalist și actual antrenor de fotbal austriac de origine iugoslavă (croată).

## Statistici
| Austria | Austria | Austria |
| An      | Meciuri | Goluri  |
| ------- | ------- | ------- |
| 1996    | 3       | 0       |
| 1997    | 6       | 1       |
| 1998    | 11      | 4       |
| 1999    | 5       | 4       |
| 2000    | 3       | 2       |
| 2001    | 9       | 0       |
| 2002    | 3       | 0       |
| 2003    | 0       | 0       |
| 2004    | 2       | 0       |
| 2005    | 4       | 1       |
| 2006    | 0       | 0       |
| 2007    | 0       | 0       |
| 2008    | 4       | 2       |
| Total   | 50      | 14      |